# Кобаясі Рюіті
Ріючі Кобаясі (яп. 小林 竜, 23 листопада 1976, Тотторі) — японський бобслеїст, розганяючий. Виступає за збірну Японії з 2004 року. Двічі брав участь в зимових Олімпійських іграх у 2006 та 2010 роках. Багаторазовий переможець національних першостей.

## Біографія
Ріючі Кобаясі народився 23 листопада 1976 року в місті Тотторі однойменної префектури. Активно займатися бобслеєм почав у віці двадцяти чотирьох років, в 2004 році в якості розганяючого пройшов відбір у національну збірну і став їздити на великі міжнародні старти, часом показуючи досить непоганий результат. Тоді ж дебютував в Кубку світу, на листопадовому етапі в німецькому Вінтерберзі його двійка фінішувала тридцять другою, а четвірка двадцять восьмою. Завдяки низці вдалих виступів удостоївся права захищати честь країни на зимових Олімпійських іграх 2006 року в Турині, де в парі з пілотом Сугуру Кійокавой зайняв в заліку двомісних екіпажів двадцять сьоме місце.
Далі в кар'єрі Кобаясі настав певний спад, через високу конкуренцію спортсмен змушений був виступати на менш значущих другорядних змаганнях на кшталт Кубків Європи та Північної Америки, проте був тут вельми успішний. Наприклад, на етапі північноамериканського кубка в Лейк-Плесіді завоював свою першу медаль міжнародного значення, бронзову в четвірках, при цьому в інших випадках майже завжди опинявся в десятці найсильніших. На чемпіонаті світу 2008 року в німецькому Альтенберзі брав участь в програмі двійок, розмістившись на двадцять другій позиції. Рік по тому на етапах Кубка Америки в Лейк-Плесіді додав в послужний список ще одну бронзу і срібло, тоді як на світовій першості на тій же трасі був двадцять восьмим з двомісним екіпажем і дев'ятнадцятим з чотиримісним. У 2010 році їздив на Олімпійські ігри до Ванкувера, де, перебуваючи в складі екіпажу досвідченого пілота Хіроші Судзукі, фінішував в обох дисциплінах двадцять першим, як в двійках, так і четвірках. Пізніше брав участь у заїздах чемпіонату світу в німецькому Кьонігсзеє, його четвірка фінішувала двадцять п'ятою. У сезоні 2012/13 залишався провідним розганяючим японської національної команди, хоча на найбільші старти потрапляє далеко не завжди.